# دانتشي تسوما نو يوواكو
دانتشي تسوما نو يوواكو ( باليابانية 団 地 妻 の 誘惑 و التي تعني الإغراء في مُجمع الزوجات السكني ) و هي لعبة محاكاة مثيرة مع عناصر لعب الأدوار. يابانية من إنتاج وتطوير شركة كويي تم إصدار اللعبة في سبتمبر 1983 و تعد الإصدار الأول لسلسلة Koei's Strawberry Porno . على الرغم من محتوي اللعبة الموجه للبالغين والمراهقين فوق سن 18 عام، إلا أن المشاهد الجنسية تخضع للرقابة الكاملة.عمل كو شيبوساوا كمبرمج اللعبة.

## طريقة اللعب
يتولى اللاعبون دور بائع الواقي الذكري من كاواساكي الذي يجب أن يبيع منتجاته لنساء مختلفات يعشن في نفس المجمع السكني عن طريق إغرائهن. تنتهي اللعبة قبل الأوان إذا نفدت قدرة اللاعب على التحمل.
يتم إنشاء الإحصائيات بشكل عشوائي لكل لعبة ؛ تتكون من الصحة والذكاء والقدرة على التحمل. يتم استعادة هذه المعلمات قليلاً باستخدام عناصر مختلفة تم شراؤها في آلات البيع أو الموجودة على الأرض. تعرض شاشة الحالة أيضًا مستوى صعوبة المعارك داخل المنطقة، ومقدار الأموال المكتسبة، ونوع الواقي الذكري المستخدم.
يعد التواصل مع العملاء من النساء أمرًا ضروريًا لجمع الأموال، على الرغم من أن القيام بذلك يكلف القدرة على التحمل. يتم تصنيف النساء بناءً على حالتهن وجمالهن وأعمارهن والتي تختلف باختلاف كل لعبة. نظرًا لأن كل امرأة تستجيب بشكل مختلف لمدخلات أوامر معينة، فلا يمكن استمالة ها إلا باتباع تركيبة الإدخال المناسبة. أثناء الجماع، ستظهر مجموعة أخرى من الأوامر، مما يؤثر على مدى إرضاء اللاعب لشريكه.
أثناء استكشاف المنطقة السكنية، قد يصادف اللاعبون أشباحًا وعصابات معادية كأعداء. يتم هزيمتهم من خلال النقر المستمر على أمر الهجوم. نظرًا لأن الصحة تنخفض بسهولة أثناء المعارك، فمن المستحسن تجنب المواجهات المحتملة إن أمكن.